# Альфеслое
Альфеслое (нім. Alveslohe) — громада в Німеччині, розташована в землі Шлезвіг-Гольштейн. Входить до складу району Зегеберг. Складова частина об'єднання громад Кальтенкірхен-Ланд.
Площа — 21,56 км2. Населення становить 2769 ос. (станом на 31 грудня 2020).

## Галерея

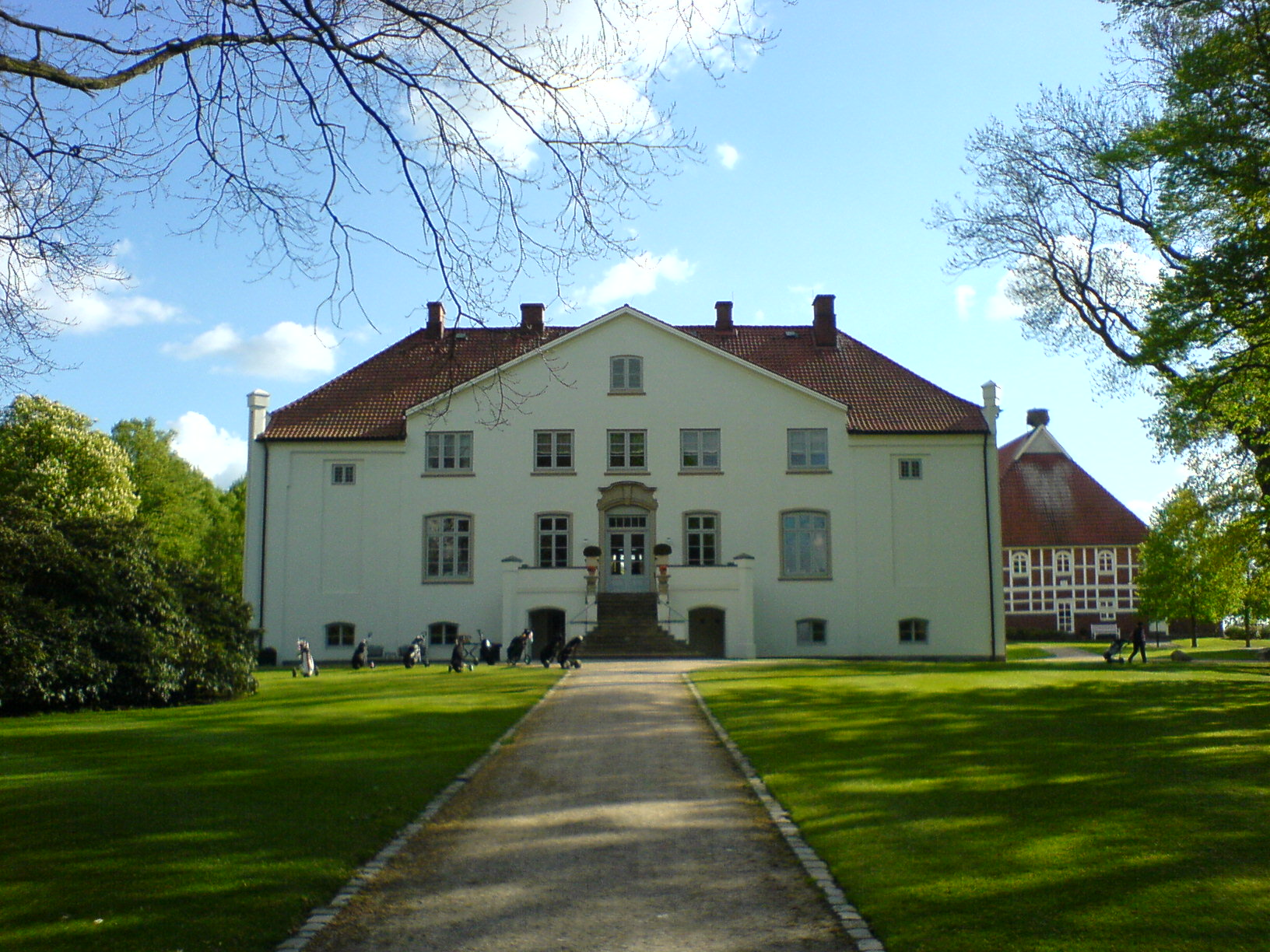
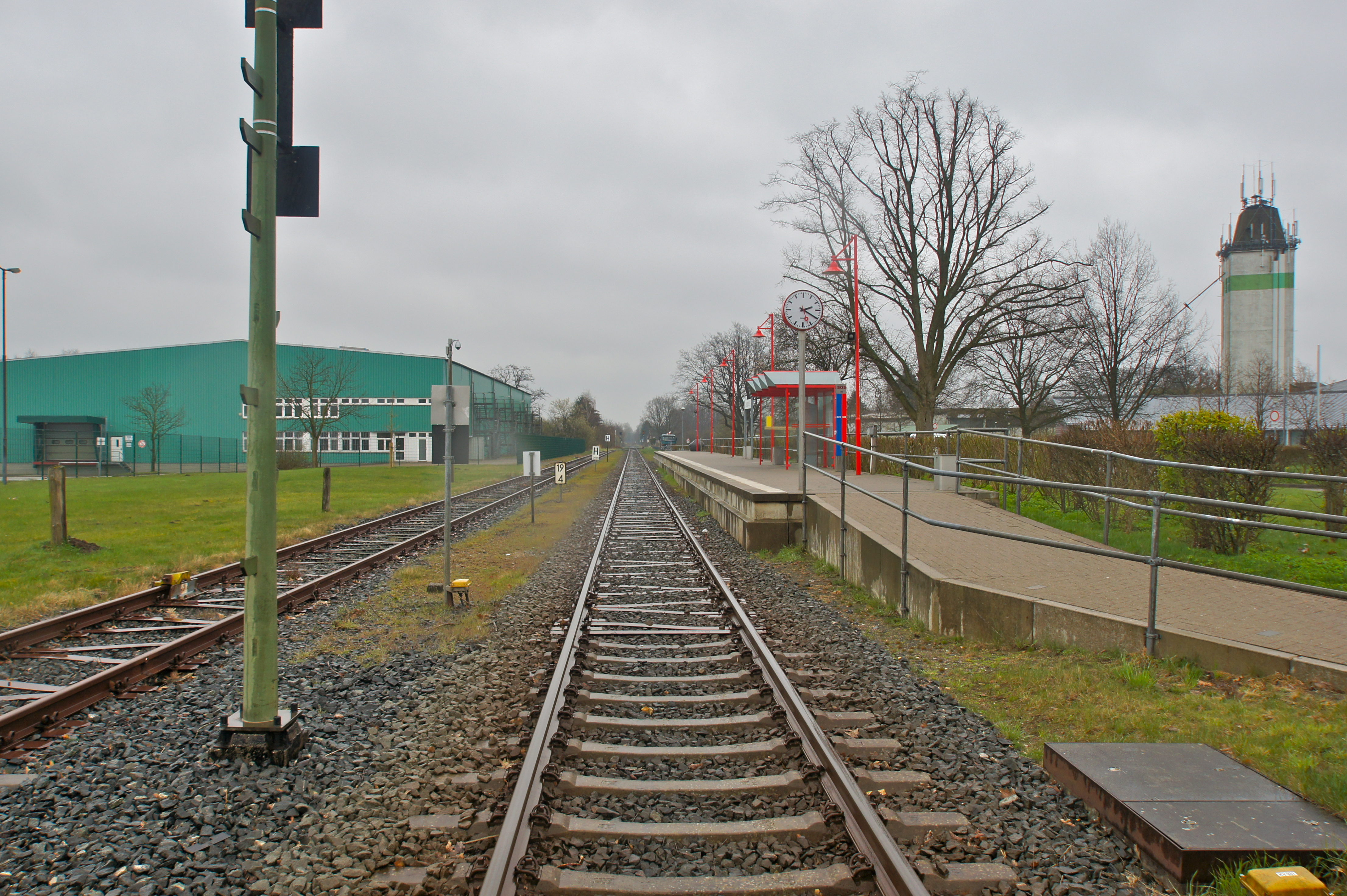
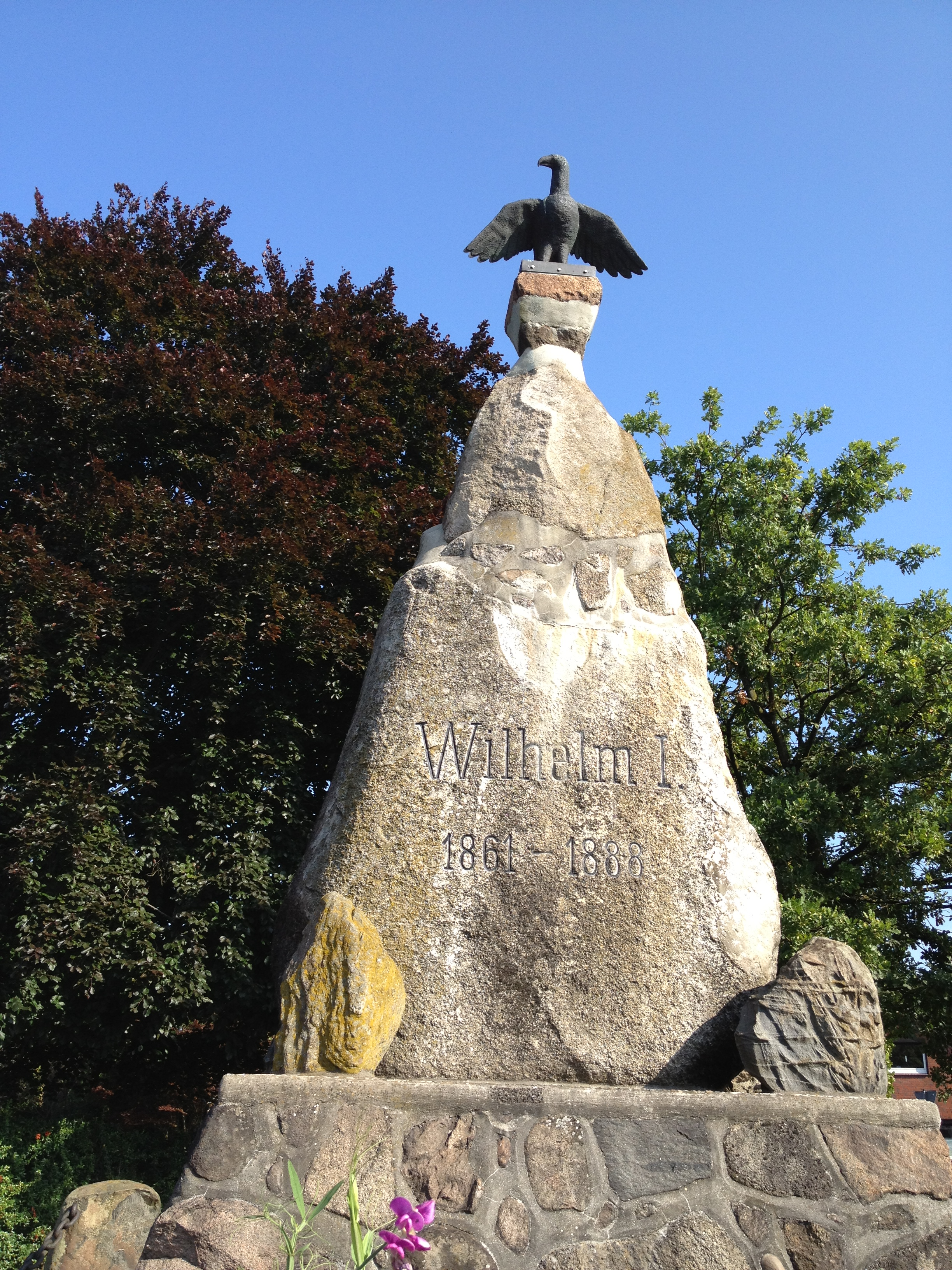